# کورانت (نوادا)
کورانت (به انگلیسی: Currant) یک منطقهٔ مسکونی در ایالات متحده آمریکا است که در نوادا واقع شده‌است. کورانت ۶۵ نفر جمعیت دارد.